# Francis Xavier Kriengsak Kovithavanij
Francis Xavier Kriengsak kardinál Kovithavanij (thajsky ฟรังซิสเซเวียร์ เกรียงศักดิ์ โกวิทวาณิช) (* 27. června 1949, Bang Rak) je thajský římskokatolický kněz a arcibiskup Bangkoku.

## Život
Narodil se 27. června 1949 v Bang Raku. Po středoškolském vzdělání vstoupil do kněžského semináře svatého Josefa v Sampranu. Poté byl poslán na Papežskou univerzitu Urbaniana v Římě, aby zde studoval filosofii a teologii. Na kněze byl vysvěcen 11. července 1976 arcibiskupem Michaelem Michaiem Kitbunchuem.
Roku 1976 se stal asistentem kněze farnosti Narození Panny Marie v Ban Panu. Dále působil jako asistent kněze farnosti Epifanie v Koh Go, vicerektor semináře minor svatého Josefa v Sampranu. V letech 1982 - 1983 studoval spiritualitu na Papežské Gregoriánské univerzitě v Římě. Poté se vrátil do své rodné země a působil 6 let jako rektor semináře Svaté rodiny v Nakhon Ratčasimě. Roku 1989 se stal podsekretářem Biskupské konference Thajska a roku 1992 rektorem Národního vyššího semináře "Lux Mundi" v Sampran. Dále působil v různých funkcích pro arcidiecézi Bangkok.
Dne 7. března 2007 jej papež Benedikt XVI. jmenoval biskupem Nakhon Sawanu. Biskupské svěcení přijal 2. června 2007 z rukou kardinála Michaela Michaie Kitbunchua a spolusvětiteli byli arcibiskup Salvatore Pennacchio a biskup Joseph Banchong Aribarg.
Tuto funkci vykonával do 14. května 2009, kdy byl ustanoven metropolitním arcibiskupem Bangkoku.
Dne 14. února 2015 jej papež František na konzistoři jmenoval kardinálem s titulem kardinál-kněz ze Santa Maria Addolorata.